# Östra Långskär
Östra Långskär med Långskärs revet och Bässkär är en ö i Åland (Finland). Den ligger i Skärgårdshavet och i kommunen Kökar i landskapet Åland, i den sydvästra delen av landet. Ön ligger omkring 54 kilometer öster om Mariehamn och omkring 220 kilometer väster om Helsingfors.
Öns area är 42 hektar och dess största längd är 1,5 kilometer i nord-sydlig riktning.

## Delöar och uddar
- Östra Långskär 60°01′26″N 20°54′33″Ö / 60.02379°N 20.90904°Ö
- Långskärs revet 60°01′57″N 20°55′19″Ö / 60.03244°N 20.92184°Ö
- Gråskär 60°01′40″N 20°55′21″Ö / 60.02771°N 20.9225°Ö (udde)
- Bässkär 60°01′29″N 20°54′32″Ö / 60.02482°N 20.90898°Ö